# 인도 서사시
인도 서사시(Indian epic poetry)는 인도 아대륙에서 성립된 서사시이다. 전통적으로 카브야(산스크리트어: काव्य Kāvya)라고 불린다. 인도의 대표적인 서사시는 《마하바라타》와 《라마야나》인데, 이 두 서사시로 대표되는 고대 인도의 특정 시기의 문학을 인도 서사시 문학 또는 서사 산스크리트 문학(Epic Sanskrit literature)이라 한다.
인도 서사시 문학은 베다 문학(1500~500 BC)과 인도 문학의 최전성기를 이룬 고전 산스크리트 문학(3~8세기경)의 중간에 위치하는 문학으로 고전 산스크리트 문학의 선구가 되는 문학이다. 인도의 국민적 양대 서사시인 《마하바라타》와 《라마야나》는 서사 산스크리트어(Epic Sanskrit)로 쓰여졌으며, 그 후 많은 다른 인도 언어들로 번역되었다. 이 양대 서사시는 고대로부터 전해 내려온 설화와 전설을 기초로 한 것이다. 이 양대 서사시에서 묘사하는 시대가 기원전 800년부터 기원후 200년까지의 인도 서사 시대(Epic India)이다. 이 양대 서사시는 지구상의 현존하는 가장 오랜 서사시들에 속한 것으로, 힌두교의 경전 중 이티하사(Itihāsa →"역사" 또는 "역사상의 사건")라고 부르는 경전군을 형성하고 있다.
《마하바라타》는 바라타족의 대전쟁을 서술한 것으로 4세기경에 최종적으로 완성되었다. 《라마야나》는 인도의 영웅적인 왕인 라마의 무용담으로 2세기경에 최종적으로 완성되었다. 이 두 서사시는 그리스의 호메로스의 일리아스나 오디세이아와 비견되는 세계 굴지의 대서사시로서 인도는 물론 다른 나라의 후대의 사상과 문화에 지대한 영향을 미쳤다.

## 같이 보기
- 힌두교의 경전
- 스므리티
- 라마야나
- 마하바라타
- 바가바드 기타
- 인도 문학

## 참고 문헌
- 이 문서에는 다음커뮤니케이션(현 카카오)에서 GFDL 또는 CC-SA 라이선스로 배포한 글로벌 세계대백과사전의 ""인도 문학〔개설〕"" 항목을 기초로 작성된 글이 포함되어 있습니다.